# Séverine

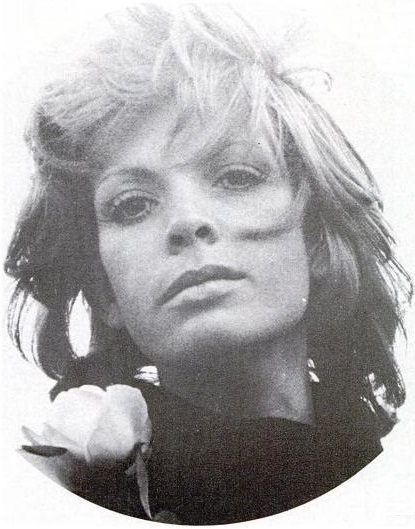
Séverine (1971)

Séverine (* 10. Oktober 1948 in Paris; eigentlich: Josiane Grizeau) ist eine französische Schlagersängerin, die vor allem in den 1970er Jahren auch im deutschsprachigen Raum erfolgreich war.

## Leben
Josiane Grizeau, die sich später Séverine nannte, wollte Französisch- und Englischlehrerin werden. Mit 14 Jahren sang sie in ihrer Freizeit in verschiedenen Amateurbands und nahm 1967 unter dem Pseudonym „Céline“ ihre erste Schallplatte auf.
Ab 1968 trat sie als „Robbie Lorr“ im Pariser Nachtklub Golf Drouot auf. 1969 bekam sie unter dem Künstlernamen „Séverine“ von dem Produzenten Georges Aber einen Schallplattenvertrag, und es erschien die erste Single. Der Erfolg kam 1970 mit dem Titelsong des Films Der aus dem Regen kam. Ihren Durchbruch hatte sie 1971 beim Grand Prix Eurovision de la chanson (Eurovision Song Contest), bei dem sie mit Un banc, un arbre, une rue (deutsche Version: Mach die Augen zu) den 1. Platz für Monaco belegte. Das Lied nahm sie in mehreren Sprachen auf, es wurde zum Millionenhit.
Séverine ging mit großen Stars wie Joe Dassin, Sacha Distel und Michel Sardou auf Tournee. 1972 vertrat sie mit Là où l’amour s’en va ihr Heimatland beim Chansonfestival im chilenischen Viña del Mar. Daraufhin durfte sie auch im Pariser Olympia auftreten.
Bis 1973 erschienen in Frankreich noch einige Schallplatten. Anschließend verhinderte eine sich bis in die 1980er Jahre hinziehende juristische Auseinandersetzung mit ihrem Entdecker und Manager, Aber, weitere Veröffentlichungen in ihrem Heimatland. Séverine verlegte sich auf eine Gesangskarriere in Deutschland. Dort veröffentlichte sie nach ihrem Grand-Prix-Sieg mehrere Singles, Monsieur le Général, Ja der Eiffelturm, Olala l’amour und Was wird aus einer verlorenen Liebe, die sich gut verkauften und in den Hörfunkprogrammen oft gespielt wurden. Einige ihrer Lieder gehören zu den Evergreens des deutschen Schlagers. Séverine war bei zahlreichen Musiksendungen des deutschen Fernsehens zu Gast, darunter mehrmals in der ZDF-Hitparade. 
1975 bewarb sich Séverine mit dem Lied Dreh dich im Kreisel der Zeit beim deutschen Vorentscheid zum Grand Prix Eurovision und belegte den 7. Platz. Nach der Geburt ihres Sohnes war sie seltener in der Öffentlichkeit zu sehen. 1977 moderierte sie eine Ausgabe des ZDF-Sonntagskonzerts.
1981 hatte sie ihren letzten größeren Erfolg mit der deutschen Aufnahme des Hits der Goombay Dance Band, Seven Tears (Sieben Tränen). Damit trat sie nochmals in der ZDF-Hitparade auf. 1982 bewarb sie sich mit dem Titel Ich glaub’ an meine Träume erneut bei der deutschen Vorentscheidung zum Grand Prix Eurovision, erreichte jedoch nur Platz 10.
Ab Ende der 1980er Jahre bis 2003 erschienen noch einige Singles von ihr, doch konnte sie nicht mehr an ihren früheren Erfolg anknüpfen.
1999 erschien nach vielen Jahren die erste CD Séverines in Frankreich. Daraufhin trat sie im Dezember 2000 in Paris auf. Ab 2002 gab sie dreimal wöchentlich Gesangsunterricht in einer Musikschule in Paris.
Séverine hat einen Sohn (* 1975) und lebt im 18. Pariser Arrondissement am Montmartre.

## Diskografie

### Alben
- 1971: Grand Prix für Severine
- 1972: Der Duft von Paris
- 1974: Verlorene Liebe
- 1983: Sie kam aus Frankreich
- 2007: … und wünsch dir einen Traum (3-CD-Box)

### Singles
| Jahr | Titel Album                                      | Höchstplatzierung, Gesamtwochen, AuszeichnungChartplatzierungen (Jahr, Titel, Album, Platzierungen, Wochen, Auszeichnungen, Anmerkungen) | Höchstplatzierung, Gesamtwochen, AuszeichnungChartplatzierungen (Jahr, Titel, Album, Platzierungen, Wochen, Auszeichnungen, Anmerkungen) | Höchstplatzierung, Gesamtwochen, AuszeichnungChartplatzierungen (Jahr, Titel, Album, Platzierungen, Wochen, Auszeichnungen, Anmerkungen) | Höchstplatzierung, Gesamtwochen, AuszeichnungChartplatzierungen (Jahr, Titel, Album, Platzierungen, Wochen, Auszeichnungen, Anmerkungen) | Höchstplatzierung, Gesamtwochen, AuszeichnungChartplatzierungen (Jahr, Titel, Album, Platzierungen, Wochen, Auszeichnungen, Anmerkungen) | Anmerkungen                                     | [↑]: gemeinsam behandelt mit vorhergehendem Eintrag; [←]: in beiden Charts platziert |
| Jahr | Titel Album                                      | DE | CH | UK | BEF | BEW | Anmerkungen                                     |                                                                                      |
| ---- | ------------------------------------------------ | --- | --- | --- | --- | --- | ----------------------------------------------- | ------------------------------------------------------------------------------------ |
| 1969 | Le passager de la pluie –                        | — | — | — | BEF49 (1 Wo.)BEF [BEW: ←] | BEF49 (1 Wo.)BEF [BEW: ←] |                                                 |                                                                                      |
| 1971 | Un banc, un arbre, une rue –                     | DE23 (5 Wo.)DE | CH5 (9 Wo.)CH | UK9 (11 Wo.)UK | BEF1 (16 Wo.)BEF [BEW: ←] | BEF1 (16 Wo.)BEF [BEW: ←] |                                                 |                                                                                      |
| 1971 | Mach die Augen zu (und wünsch dir einen Traum) – | DE20 (8 Wo.)DE | — | — | — | — | deutsche Version von Un banc, un arbre, une rue |                                                                                      |
| 1971 | Ja der Eiffelturm –                              | DE27 (6 Wo.)DE | — | — | — | — |                                                 |                                                                                      |
| 1971 | Vivre pour moi –                                 | — | — | — | BEF28 (7 Wo.)BEF [BEW: ←] | BEF28 (7 Wo.)BEF [BEW: ←] |                                                 |                                                                                      |
| 1971 | J’ai besoin de soleil –                          | — | — | — | BEF38 (5 Wo.)BEF [BEW: ←] | BEF38 (5 Wo.)BEF [BEW: ←] | B-Seite: Comme un appel                         |                                                                                      |
| 1972 | Olala l’amour –                                  | DE19 (19 Wo.)DE | — | — | — | — |                                                 |                                                                                      |
| 1972 | Der Duft von Paris –                             | DE40 (3 Wo.)DE | — | — | — | — |                                                 |                                                                                      |
| 1974 | Was wird aus einer verlorenen Liebe –            | DE30 (5 Wo.)DE | — | — | — | — |                                                 |                                                                                      |
| 1974 | Vergessen heißt verloren sein –                  | DE47 (2 Wo.)DE | — | — | — | — |                                                 |                                                                                      |
| 1975 | Du bist für mich der größte Schatz –             | DE49 (1 Wo.)DE | — | — | — | — |                                                 |                                                                                      |
| 1981 | Sieben Tränen –                                  | DE51 (7 Wo.)DE | — | — | — | — |                                                 |                                                                                      |

grau schraffiert: keine Chartdaten aus diesem Jahr verfügbar
Weitere Singles
- 1969: La la mélodie
- 1970: C’est la vie
- 1970: Sympathie
- 1972: Il bat 100000 fois par jour
- 1972: Là où tu n’es pas
- 1972: Monsieur le Général
- 1972: Mon tendre amour
- 1973: Ich zeig’ dir mein Paris
- 1973: Il faut chanter la vie
- 1973: Jetzt geht die Party richtig los
- 1975: Dreh Dich im Kreisel der Zeit
- 1976: Heißer als Feuer
- 1976: Was ich nicht weiß, macht mich nicht heiß
- 1977: Achtung – hier kommt ein Mensch, der gerne küßt
- 1978: Moulin Rouge
- 1979: Du gehst vorbei
- 1982: Sie kam aus Frankreich
- 1982: Ich glaub’ an meine Träume
- 1982: So ein Sommersonnentag
- 1983: Solitaire
- 1983: Und am Morgen geht die Sonne auf
- 1986: Nur wir beide allein
- 1986: Jeder neue Tag
- 1987: Träume einer Sommernacht
- 1988: Die Frau im Schatten
- 1991: Einer für alle – alle für einen
- 1995: Mit jeder Stunde
- 2003: Nur wenn Menschen sich versteh’n